# 水泉遗址
水泉遗址，位于河南省平顶山市郏县安良镇水泉村，是一座新石器早期的裴李岗文化遗址，发现120余座墓葬。
该遗址是中华人民共和国河南省文物保护单位之一，2021年12月17日，授予河南省文物保护单位。